# Kaštel Slavić u Grohotama
Kaštel Slavić naziv je za kulu u naselju Grohote na otoku Šolti, zaštićeno kulturno dobro.

## Opis dobra
Kula u Grohotama sagrađena je u 17. st. i sastoji se od dvije spojene kule. Najprije je sagrađena istočna, trokatna, kvadratnog tlocrta pokrivena četverostrešnim krovom. U prizemlju kule je bila cisterna presvođena bačvastim svodom. Sa zapadne strane dograđena je nova, četverokatna kula pravokutnog tlocrta. Na najvišem katu imala je četiri breteša, na sjevernom i južnom dijelu po jedan, a na zapadnom dijelu dva koja su se dobrim dijelom sačuvala. U prizemlju zapadne kule također je bila cisterna s dvije pravokutne komore presvođene bačvastim svodom sačuvane do danas. U 18. st. nakon što je kaštel izgubio obrambenu ulogu koristi se za stanovanje. Danas se u njoj nalaze prostorije općine Šolta.

## Zaštita
Pod oznakom Z-4770 zavedena je kao nepokretno kulturno dobro – pojedinačno, pravna statusa zaštićena kulturnog dobra, klasificirano kao "profana graditeljska baština".